# まむろがわ温泉 梅里苑
まむろがわ温泉 梅里苑（まむろがわおんせん ばいりえん）は、山形県真室川町にある町営の自然体験型宿泊温泉施設である。

## 概要
泉質はナトリウム塩化物泉であり、日帰り入浴も可能。農産物直売所である「まごころ工房」や「そば屋重次郎」も併設する。
敷地内の森林には仁別森林鉄道で作業車両として使われていた1943（昭和18）年製とされる加藤製作所製の4.8ｔディーゼル機関車が保存運転しており、車両は平成21年2月に経済産業省の近代化産業遺産として認定されている。運賃は100円。

## アクセス
- JR奥羽本線 真室川駅より真室川町路線バスで約10分、「梅里苑」下車